# Marte Berg Edseth
Marte Berg Edseth (6 ottobre 1998) è una ciclista su strada ed ex sciatrice alpina norvegese che corre per il team Uno-X Mobility.

## Biografia
Marte Berg Edseth ha iniziato la sua carriera sportiva nello sci alpino: specialista delle prove veloci attiva dal novembre del 2014, in Coppa Europa ha esordito il 7 dicembre 2015 a Trysil in slalom gigante (52ª), ha conquistato il miglior risultato il 20 febbraio 2020 a Sarentino in supergigante (9ª) e ha preso per l'ultima volta il via il 23 febbraio 2020 a Folgaria in slalom gigante (42ª), ultima gara della sua carriera nella disciplina. Non ha debuttato in Coppa del Mondo e non ha preso parte a rassegne olimpiche o iridate.
Dal 28 giugno 2022 è attiva come ciclista professionista su strada con il WorldTeam norvegese Uno-X Pro Cycling; con questa squadra partecipa al Giro d'Italia 2022, ritirandosi durante l'ottava tappa. Nel 2024 partecipa alla prova in linea dei Giochi olimpici di Parigi classificandosi 30ª.

## Palmarès nello sci

### Coppa Europa
- Miglior piazzamento in classifica generale: 66ª nel 2020

### Campionati norvegesi
- 4 medaglie:
  - 3 ori (discesa libera, supergigante, combinata nel 2018)
  - 1 bronzo (slalom speciale nel 2017)

## Palmarès (ciclismo)

### Altri successi
- 2024 (Uno-X Mobility)

Oslo (Norgescup)

## Piazzamenti (ciclismo)

### Grandi Giri
- Giro d'Italia

2022: ritirata (7ª tappa)
2024: 61ª
- Tour de France

2023: ritirata (3ª tappa)
2024: 56ª

### Competizioni mondiali
- Campionati del mondo

Wollongong 2022 - In linea Elite: ritirata
Glasgow 2023 - In linea Elite: 85ª
Zurigo 2024 - In linea Elite: 69ª
- Giochi olimpici

Parigi 2024 - In linea: 30ª

### Competizioni europee
- Campionati europei

Drenthe 2023 - In linea Elite: 34ª
Limburgo 2024 - In linea Elite: 48ª